# Episodi di Duckman (terza stagione)
La terza stagione della serie animata Duckman, composta da 20 episodi, è stata trasmessa negli Stati Uniti, da USA Network, dal 6 gennaio al 6 luglio 1996.
In Italia la stagione è stata trasmessa da maggio 2004 su Italia Teen Television.
| nº | Titolo originale                                             | Titolo italiano              | Prima TV USA     | Prima TV Italia |
| -- | ------------------------------------------------------------ | ---------------------------- | ---------------- | --------------- |
| 1  | Noir Gang                                                    |                              | 6 gennaio 1996   |                 |
| 2  | Forbidden Fruit                                              | La tata francese             | 13 gennaio 1996  |                 |
| 3  | Grandma-ma's Flatulent Adventure                             |                              | 20 gennaio 1996  |                 |
| 4  | Color of Naught                                              |                              | 27 gennaio 1996  |                 |
| 5  | Sperms of Endearment                                         | Spruzzi di tenerezza         | 10 febbraio 1996 |                 |
| 6  | A Room with a Bellevue                                       | Camera con vista             | 17 febbraio 1996 |                 |
| 7  | Apocalypse Not                                               | Apocalisse simulata          | 24 febbraio 1996 |                 |
| 8  | Clear and Presidente Danger                                  | Ovvio rischio del presidente | 2 marzo 1996     |                 |
| 9  | The Girls of Route Canal                                     | Pur di conquistarle          | 9 marzo 1996     |                 |
| 10 | The Mallardian Candidate                                     |                              | 16 marzo 1996    |                 |
| 11 | Pig Amok                                                     |                              | 6 aprile 1996    |                 |
| 12 | The Once and Future Duck                                     |                              | 13 aprile 1996   |                 |
| 13 | The One with Lisa Kudrow in a Small Role Planet of the Dopes |                              | 20 aprile 1996   |                 |
| 14 | Aged Heat                                                    |                              | 4 maggio 1996    |                 |
| 15 | They Craved Duckman's Brain!                                 |                              | 11 maggio 1996   |                 |
| 16 | The Road to Dendron                                          |                              | 18 maggio 1996   |                 |
| 17 | Exile in Guyville                                            |                              | 25 maggio 1996   |                 |
| 18 | The Longest Weekend                                          |                              | 22 giugno 1996   |                 |
| 19 | The Amazing Colossal Duckman                                 |                              | 29 giugno 1996   |                 |
| 20 | Cock Tales for Four                                          |                              | 6 luglio 1996    |                 |

## Noir Gang
In un episodio in bianco e nero in stile film noir, Cornfed e Duckman si innamorano della stessa donna, la cliente femme fatale Tamara LaBoinque, suscitando sentimenti contrastanti in Cornfed.

## La tata francese
La famiglia assume una tata francese (in realtà Re Pollo sotto mentite spoglie) per aiutare i bambini con le loro capacità di studio e sviluppo sociale. Re Pollo fa causa a Duckman per molestie sessuali e il papero si ritrova costretto a nascondersi con Fluffy e Uranus mentre un gruppo femminista proclama la correttezza politica pro-femminile in città.

## Grandma-ma's Flatulent Adventure
Quando la famiglia teme di non potersi più occupare della nonna, decide di metterla in una casa di riposo. Sfortunatamente, Duckman la perde mentre la porta e la nonna finisce per vivere un'avventura selvaggia che alla fine la uccide.

## Color of Naught
Tony Sterling (un milionario e imprenditore che si è fatto da sé) e la sua assistente e top model Angela iniziano a pubblicizzare una crema abbellente chiamata "Beautex". Sterling si rivela essere Re Pollo mentre il Beautex (che sembra non avere effetto su Duckman) è in realtà un virus che devolve tutto ciò che tocca.

## Spruzzi di tenerezza
Dopo essersi presa cura di una bambina nel parco, Bernice decide di volere dei figli. La sua caccia al padre non va bene e quando decide di inseminarsi artificialmente, lo sperma risulta provenire da Duckman.

## Camera con vista
Dopo una giornata storta, Duckman cerca di andare alla cena di compleanno di Charles e Mambo. Tuttavia dopo essersi fermato per strada, inizia a inveire sui disagi della vita causati dalla società portandolo a farsi arrestare e ricoverare per trenta giorni in un ospedale psichiatrico statale. Nell'ospedale, Duckman si abitua alla routine e decide di rimanere, costringendo Cornfed a farlo uscire.

## Apocalisse simulata
Mentre tutti in città vanno sottoterra per un'esercitazione di preparazione alle catastrofi, un ignaro Duckman pensa di essere l'ultimo uomo in vita e semina il caos finché non incontra una ginnasta sorda e si innamora di lei. Nel frattempo, gli abitanti sono intrappolati sottoterra e tentano una fuga in superficie.

## Ovvio rischio del presidente
Duckman parte per una vacanza in un Paese sudamericano. Dopo aver iniziato a inveire sui bagni a pagamento, Duckman finisce per creare una rivoluzione popolare portandolo a insediarsi come dittatore. Dopo i suoi primi cento giorni, Duckman ha sostituito il governo ed è un leader corrotto, portando Cornfed a guidare un'altra rivoluzione per fermarlo.

## Pur di conquistarle
Charles e Mambo chiedono a Duckman di raccontare loro come ha conquistato Beatrice per aiutarli a rafforzare la loro fiducia nell'avvicinarsi alle loro desiderate ragazze. La storia che racconta si rivela essere una parodia de I ponti di Madison County.

## The Mallardian Candidate
Iggy Catalpa ingaggia Duckman per indagare sul fatto che quando fa il bucato perde un calzino. Tuttavia, il caso è in realtà uno stratagemma per rapire Duckman e trasformarlo in Cornfed dalla World Domination League di Catalpa.